# Artemisia cina
Espèce
Synonymes
Seriphidium cinum (O. Berg) Poljakov
Artemisia cina O.Berg est une espèce de plantes herbacées annuelles de la famille des Asteracées.

## Noms communs
Armoise d'Alep, semencine, semen contra, cina. Le nom commun de l'Artemisia cina, « semen contra », vient du latin « semen contra vermes » ou « graine contre les vers »[réf. nécessaire]. 
Anglais : Levant wormseed, Levant wormwood, santonica, darmina ; allemand : Zitwer ; italien : semenzina ; russe : tsitvarnaia polyn’.

Artemisia cina
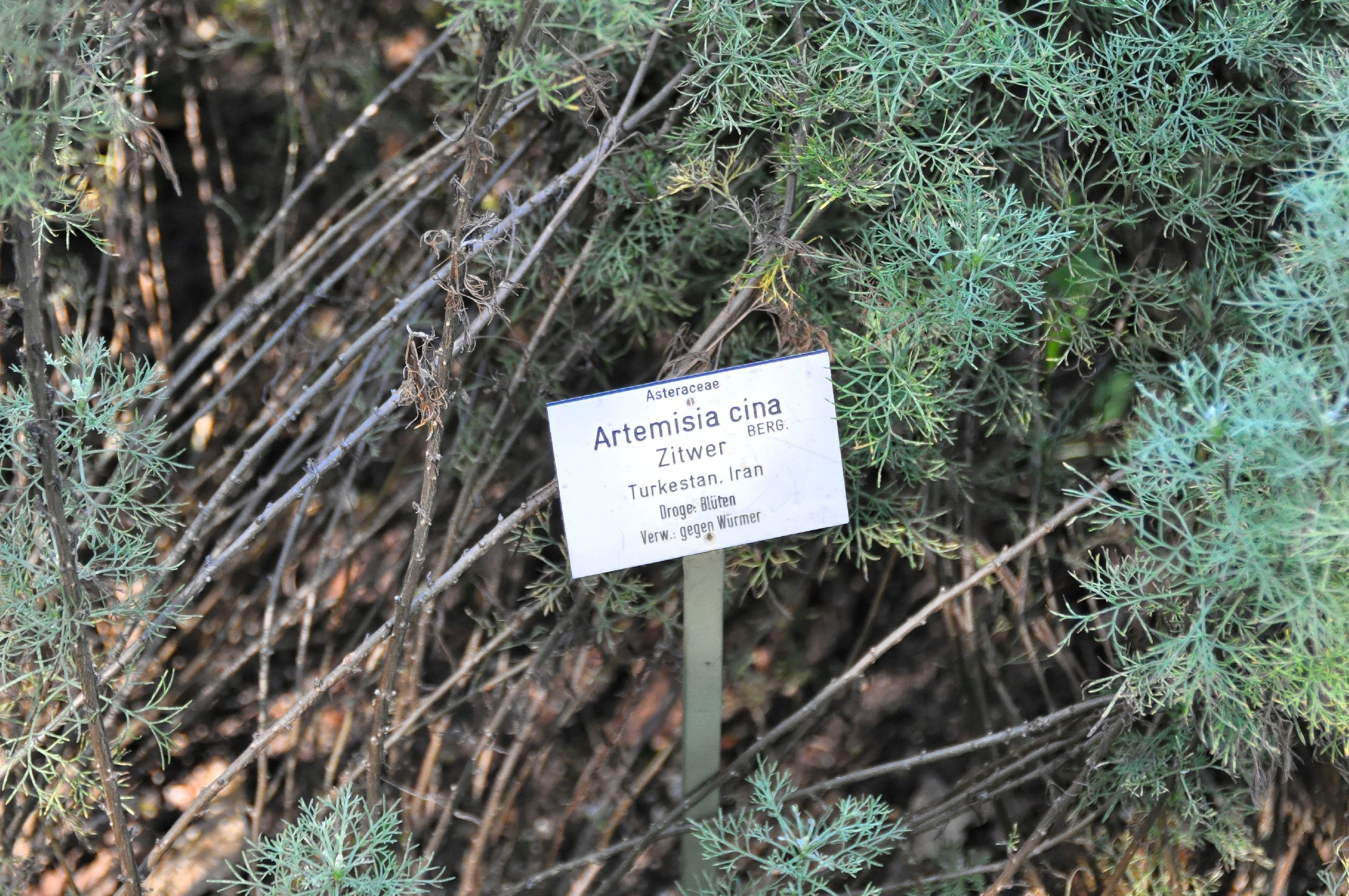
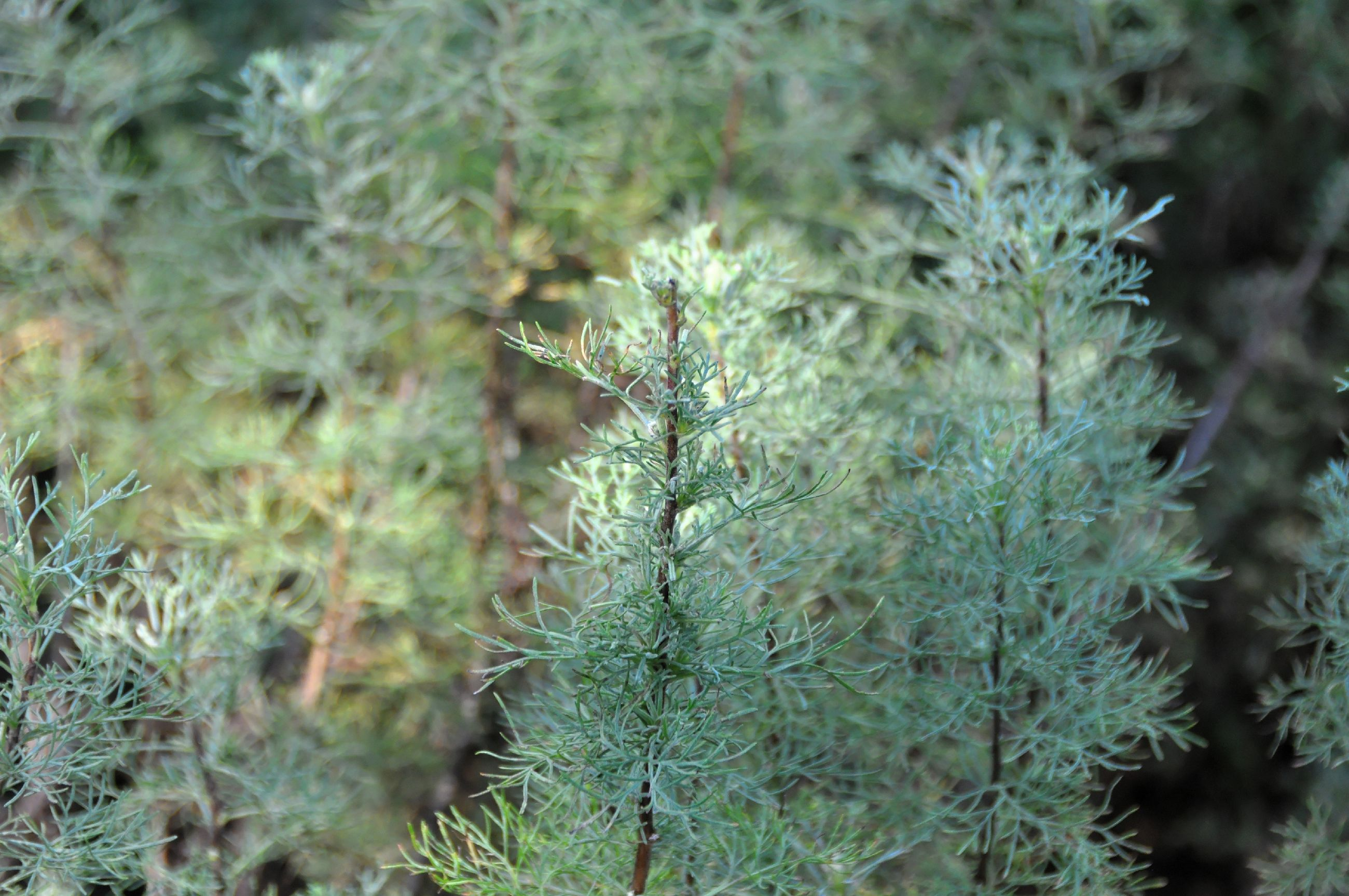

## Distribution
Elle est originaire d'Europe centrale, abondante particulièrement dans le Turkestan russe (avec Artemisia maritima).

## Utilisation
La fleur de cette plante contient de la santonine, un anthelmintique (vermifuge) efficace contre le ver solitaire et d'autres vers parasites de l'intestin comme les oxyures et les ascarides (voir l'article santonine).
Elle est plus riche en principes actifs que les autres Artemisia.

## Commerce historique
Au XIXe siècle cette plante est massivement exportée du Turkestan. Le Japon est le plus gros importateur, suivi par l'Italie, plusieurs pays sud-américains, et les pays du sud de la Méditerranée. En 1926 un responsable de la société Eastern and Russian Trading rapporte que les fabricants japonais ajoutent de la santonine dans presque toutes les pâtisseries, confiseries et toniques dans le cadre d'un effort gouvernemental visant à éradiquer les parasites intestinaux. Le Japon importe alors cinq tonnes de santonine de Russie chaque année et les États-Unis trois tonnes.